# América Futebol Clube (Teófilo Otoni)
América Futebol Clube é uma agremiação esportiva da cidade de Teófilo Otoni, no estado de Minas Gerais, fundada no dia 12 de maio de 1936 por um grupo de amigos que organizavam jogos de futebol todo final de semana.
O América TO, foi também um dos principais clubes da região nordeste de Minas, tendo reconhecimento quando empatou com o América MG, perdendo por apenas 1 a 0 do gigante Atlético-MG. O time recebeu um reconhecimento especial nos municípios de Serra dos Aimorés e Lajedão em 2023 na qual o fundador do primeiro livro referente "América TO - Mais que um time  de Interior" divulgado em 2024 por Vinícius Alves Oliveira.

## História
O América Futebol Clube de Teófilo Otoni – MG foi fundado em 12 de maio de 1936 por um grupo de amigos desportistas que, com o propósito de organizarem a "pelada" do final de semana, quiseram fundar um grande clube na cidade.
Na ocasião houve uma pequena discussão para definir - se o nome do novo clube. Houve várias sugestões, desde alguns nomes considerados "descolados" à época, a outros que não agradaram muito ao grupo. Acabaram se decidindo por usar o nome de um dos clubes do Rio de Janeiro, que eram a grande sensação do futebol brasileiro na década de trinta. Foram anotados os nomes dos principais clubes cariocas e enrolados em forma de brogodós (sorteio realizado com pequenos papéis enrolados e dobrados em forma de V). Uma criança de onze anos, filho de um dos presentes, foi convidada a tirar a sorte. O brogodó sorteado tinha o nome do clube América.[carece de fontes?]
No ano de 2008, o clube assinou um acordo com a Ramos Transportes, que assumiu a administração do futebol, fato que culminou na promoção do clube no campeonato mineiro, no final do mesmo ano. O administrador geral do clube na época, era o empresário Marcelo Ramos.[carece de fontes?]
No dia 10 de novembro de 2009, após desistência por parte do Rio Branco de Andradas, a Federação Mineira de Futebol promoveu o América ao Módulo I do Campeonato Mineiro de 2010  Foi a primeira participação da equipe do Vale do Mucuri na elite do futebol do Estado.
Neste ano, o América disputou o Campeonato Mineiro de 2010 terminando a competição na 10° colocação e se mantendo para a disputa da 1° divisão do campeonato estadual do ano seguinte.
Em 2011, em seu segundo ano na elite do futebol mineiro, o América surpreendeu a todos e conseguiu a classificação para a semifinal do campeonato mineiro. O time de Teófilo Otoni também garantiu participação na série D, por ter feito a melhor campanha do estadual entre os times do interior. Destaque da equipe,  Jônatas Obina, logo depois da competição se dirige ao Atlético Mineiro . Além dele, mais um destaque do time, o meia Wellington Bruno se transfere para o Ipatinga, clube que disputava a série C em 2011, que na época acabou sendo promovido para a série B do campeonato brasileiro 2012, com a ajuda do meia oriundo do América de Teófilo Otoni. Entretanto, com o despreparo da equipe na Série B, o Ipatinga veio a ser rebaixado em 2012, retornando a Série C. Durante a competição (Série B do Campeonato Brasileiro de Futebol de 2012), mesmo com a má campanha da equipe, o camisa 10 que vinha se destacando foi contratado pelo Flamengo  por indicação do treinador Dorival, que observou o atleta, quando o mesmo estava no futebol mineiro atuando pelo América-TO. Na época (Campeonato Mineiro de Futebol do Módulo I de 2011), o treinador estava no comando do Atlético Mineiro e foi para as semifinais que obteve as seguintes equipes: América Mineiro, Cruzeiro, América de Teófilo Otoni. Com esta campanha o time teve o direito de disputar o campeonato brasileiro da série D, todavia com a falta de recursos econômicos o clube abdicou do direto de disputar a competição. No dia 23 de setembro de 2012 , morre um dos maiores ídolos da história do América , trata-se do Caruê ,que Nascido na Bahia, no município de Alcobaça, Caruê veio a Teófilo Otoni através de um convite do Nassri Mattar, por volta de 1958 para jogar no América Futebol Clube (Teófilo Otoni). Em sua homenagem, as cabines de rádio e televisão do estádio Nassri Mattar recebem o nome dele "Cabines Caruê".
A última vez na elite foi em 2017, ano em que foi rebaixado junto ao Tricordiano, de Três Corações. O time disputou o Módulo II por duas temporadas e em 2020 anunciou a desistência da competição, optando por disputar a Segunda Divisão após 12 anos.
Em crise, o time foi eliminado ainda na primeira fase, quando ficou apenas com o 4º lugar do grupo B. Em 2021 a equipe voltou, avançou na liderança do grupo C com 15 pontos e a 5ª melhor campanha geral, eliminou o Poços de Caldas nas quartas e chegou às semis, onde foi eliminado para o Varginha.

## Títulos
| ESTADUAIS  | ESTADUAIS                                     | ESTADUAIS | ESTADUAIS |
|            | Competição                                    | Títulos   | Temporadas |
| ---------- | --------------------------------------------- | --------- | --- |
|            | Campeonato Mineiro do Interior                | 1         | 2011 |
| MUNICIPAIS |                                               |           | |
|            | Competição                                    | Títulos   | Temporadas |
|            | Campeonato Regional                           | 1         | 1997 |
|            | Campeonato Amador de Futebol de Teófilo Otoni | 24        | 1943, 1944, 1945, 1952, 1955, 1956, 1957, 1960, 1962, 1964, 1965, 1966, 1967, 1968, 1969, 1970, 1971, 1972, 1973, 1974, 1978, 1981, 1982, 1989 |

## Estatísticas

### Participações
|  | Participações em 2024 |

| Competição   | Competição         | Temporadas | Melhor campanha     | Anos                                         | P | R |
| Minas Gerais | Campeonato Mineiro | 5          | 4º colocado (2011)  | 2010-2013, 2017                              |   | 2 |
| Minas Gerais | Módulo II          | 9          | Vice-campeão (2016) | 1977, 1984, 1991, 2009, 2014-2016, 2018-2019 | 2 | 1 |
| Minas Gerais | Segunda Divisão    | 13         | Vice-campeão (2008) | 1987-1990, 2004-2006, 2008, 2020-2024        | 2 |   |

## Participações
|  | Primeira Divisão e Módulo I |
|  | Módulo II                   |
|  | Segunda Divisão             |
|  | Terceira Divisão            |